# القرفي العليا (ذي السفال)

تعديل مصدري - تعديل

القرفي العليا محلة تابعة لقرية حيبان، التابعة لعزلة بني عبد الله بمديرية ذي السفال إحدى مديريات محافظة إب في الجمهورية اليمنية، بلغ تعداد سكانها 228 حسب تعداد اليمن لعام 2004.